# Kathryn Janeway
Kathryn Janeway je izmišljeni lik iz serije Zvjezdane staze: Voyager. Glumi ju Kate Mulgrew.

## Fiktivna biografija
Janeway je rođena 20. svibnja u Indiani. Njezin otac je bio Flotin admiral, a imala je i sestru imena Phoebe. Janeway je odrasla na farmi svog djeda u Indiani. Kao dijete izgubila je u teniskom meču, te ga je prestala igrati, sve do 2373. godine, kada ga je ponovno odlučila igrati. Nikada nije voljela ići na kampiranja u prirodu, jer je bila dijete 24. stoljeća. Voljela je glazbu, ali nikad nije naučila svirati nijedan instrument. Uzor joj je bila pilotkinja Amelia Earhart, koja joj je bila i poticaj da uđe u Flotu. Bila je duboko pogođena očevom smrću, kada se 2358. godine utopio u vodi pod ledom Tau Cetija 1.
Kathryn Janeway je u povijest ušla kao kapetanica federacijskog broda Voyager. Prva je uspješno dospjela u kvadrant Delta i tamo stupila u prvi kontakt s iznimno mnogo vrsta i civilizacija. Njezin brod bio je odvučen u Delta kvadrant od strane Skrbnika (eng. Caretaker) zajedno s Makijskim brodom, čija im se posada kasnije pridružuje. Tijekom njezinih prvih dana u Delti, Janeway je upoznala Talaksijanca Neelixa i Okampu Kes i dopustila im je da postanu članovi posade na Voyageru.
Janewayin glavni cilj bio je vratiti Voyager i posadu u Alfa kvadrant, što je trebalo trajati oko 75 godina. Na putu kući brod nailazi na mnoge probleme poput Borga i Vrste 8472. Janeway se pokazuje kao odličan vođa i kapetan. 2373. uvučena je u rat između Borga i vrste 8472 (borgovska oznaka vrste). Nailaze na dio Delta kvadranta s malo borgovske aktivnosti, te ga nazvaju Sjeverozapadni prolaz. Kasnije je otkriveno da Borg izbjegava to područje zbog velikog udjela kvantnih singularnosti pomoću kojih je vrsta 8472 dolazila. Vrsta 8472 je moćnija od Borga i ima isti cilj - pokoriti galaksiju. Janeway sklapa savez s Borgom, prvi savez između Federacije i Borga. Borg je trebao osigurati Voyageru siguran prolaz kroz njihovo područje, dok je Janeway pomoću novog bio-oružja trebala uništiti par brodova vrste 8472. Plan je uspio i Borg naređuje posredniku, Sedmoj od Devet da dovede Voyager dublje u borgovski svemir, kako bi ga asimilirali. Voyager je uspio pobjeći Borgu, ali je na brodu ostala Sedma od Devet. Janeway odlučuje dopustiti Sedmoj ostanak na brodu, čime ugrožuje živote posade. S vremenom Sedma se vraća ljudskoj prirodi i osjećajima.
Bila je privremeno asimilirana kako bi pomogla pokretu radilica koje su se odvojile od Borga, i nastanile u virtualnom okolišu zvanom Unimatrica 0. Kada su Kvarci oteli posadu i izbrisali joj pamćenje, kako bi bila radna snaga na njihovom planetu, Janeway se zaljubila u radnika Jaffena. Međutim, Doktor, Harry Kim i Chakotay su spasili posadu.
Admiralica Janeway iz budućnosti donosi Voyageru novu tehnologiju s kojom mogu pobijediti Borg i vratiti se kući. Pomoću te tehnologije, Voyager je ušao u maglicu u kojoj su bili transwarp kanali kojima je Borg putovao u bilo koji dio galaksije. Voyager je pomoću napredne tehnologije uništio nekoliko kocaka, i ušao u transwarp kanal koji vodi u kvadrant Alfa, dok je admiralica uništila borgovski kompleks transwarp kanala i poginula. Janeway napokon dovodi posadu kući, u Alfa kvadrant.
Godine 2379. Janeway je promaknuta u admiralicu, a taj čin je zadržala do kraja serije.

## Vanjske poveznice
- Janeway na IMDB  Arhivirana inačica izvorne stranice od 12. listopada 2007. (Wayback Machine)
- Janeway fan stranica  Arhivirana inačica izvorne stranice od 17. ožujka 2008. (Wayback Machine)
- Star Trek: Voyager  Arhivirana inačica izvorne stranice od 15. srpnja 2010. (Wayback Machine)